# Joan Marquès Soro
Joan Marquès Soro (Barcelona, 1944 - Figueres, Alt Empordà, 30 de gener de 2015) fou un jugador i entrenador de tennis de taula català.
Competí amb diversos equips catalans, Club Mayda, Club Tennis Barcino i Club Ariel. Aconseguí tres campionats d'Espanya per equips (1965, 1966, amb el Club Mayda, 1973, amb el CT Barcino). També guanyà una Lliga espanyola amb el CT Barcino (1970). A nivell individual, fou campió d'Espanya de dobles (1964, fent parella amb Maria Rosa Riumbau) i de dobles mixtos (1969, amb Joan Salvia). Internacional amb la selecció espanyola, participà al Campionat d'Europa de 1966. Posteriorment, fou entrenador de tennis de taula del Calella i el Centre Esportiu i Recreatiu l’Escala.